# Chico Bento Moço
Chico Bento Moço foi um mangá da versão crescida da Turma do Chico Bento. Assim como aconteceu com a Luluzinha (Luluzinha Teen) e a Turma da Mônica (Turma da Mônica Jovem), o Chico também cresceu, só que agora, ele não vai viver mais aventuras com seus amigos de infância e sim, com seus colegas de uma República estudantil na cidade de Nova Esperança, enquanto Rosinha muda-se para a cidade de Campos Verdes. A revista foi lançada em 27 de agosto de 2013.Iniciou mensal, mas depois de um hiato de setembro de 2018 a janeiro de 2019, se tornou bimestral. A revista se encerrou em abril de 2021.

## Personagens

### Principais
| Personagem  | Moradia            | Informações |
| ----------- | ------------------ | --- |
| Chico Bento | Nova Esperança     | Francisco Antônio Bento (Chico Bento) tem 18 anos, é filho de Seu Bento e Dona Cotinha. Sua vida ganha um novo rumo quando deixa a roça em busca do sonho de ser engenheiro-agrônomo. Vai para a cidade de Nova Esperança, onde experimenta como é viver e estudar longe da família e da vida simples no campo. Ele perde seu sotaque caipira. Na faculdade, recebeu o apelido de "Goiabento". Com as dificuldades financeiras de sua família, começou a dividir seu tempo entre a faculdade e vários trabalhos temporários, o que o levou a abandonar temporariamente sua república em busca de uma moradia mais barata. Na edição 61 Rosinha terminou o namoro com ele. Na edição 66 ele começa a Namorar Fran. |
| Rosinha     | Campos Verdes      | Rosinha é uma jovem de 17 anos, muito inteligente, bonita e apaixonada pelo Chico Bento. Cursa Medicina Veterinária na cidade de Campos Verdes. Ela também perde seu sotaque caipira. Terminou o namoro com Chico na edição 61 pelo fato dele nunca ter tempo para estar com ela. |
| Zé Lelé     | Vila Abobrinha     | José Eleutério Bento tem 18 anos, e continua a ser muito tranquilo, sossegado, distraído e companheirão. Zé resolveu ajudar o seu Pai no Sítio e permanecer na roça. Ele faz uma visita surpresa para Chico em Bicos e Altas Confusões(Edição 07) |
| Primo Zeca  | Nova Esperança     | Zeca é o primo de Chico Bento. É o "primo da cidade". Possui 18 anos e, desde pequeno, é apaixonado por tecnologia e, às vezes, sentia-se deslocado quando ia para Vila Abobrinha. Ele estuda robótica também em Nova Esperança. |
| Hiro        | Presidente Fonseca | Hiro possui 18 anos. Seu nome verdadeiro é Hiroshi. Assim como seu melhor amigo, Zé da Roça, Hiro também é muito estudioso e inteligente. Também vai estudar em Presidente Fonseca, mas em outra área: como ele é bom em Matemática, vai cursar Engenharia Civil. |
| Zé da Roça  | Presidente Fonseca | Zé da Roça tem 18 anos e é um rapaz muito estudioso e inteligente. Ele vai cursar pedagogia na cidade de Presidente Fonseca. O seu sonho é voltar a Vila Abobrinha e modernizar o ensino da região, seguindo os passos da sua ex-professora Marocas. |
| Genésio     | Nova Esperança     | O filho do coronel só cresceu em arrogância. Agora, com 19 anos, vai estudar fora do Brasil e continua contando vantagem por seu pai ser muito rico e ter muitas posses. Na Edição 11, seu pai descobriu que Genésio estava gastando tempo e dinheiro com farra, bebida e mulheres em vez de estudar e o transferiu para a mesma faculdade do Chico. É quase certo que Genésio é o pai do bebê que Anna, sua ex-namorada vinda dos Estados Unidos, está esperando. Na edição 13, é revelado que o coronel acredita que Genésio é o pai do bebê de Anna, e por isso quer pagar a garota para ela abrir mão da criança quando ela nascer, para que ele crie o neto, mas Anna se recusa a abrir mão do filho.        |

### Moradores da República Estudantil
| Personagem   | Moradia        | Informações |
| ------------ | -------------- | --- |
| Jura         | Nova Esperança | Colega de Chico da república. Gosta de ouvir música bem alta (especialmente rock), é desorganizado e tinha o hábito de roubar comida da marmita de seus colegas. Inicialmente zombava do sotaque caipira de Chico, mas os dois acabam se tornando bons amigos. Com a saída de Chico da república quando o valor do aluguel aumentou, ele e os demais colegas ainda consideram Chico parte da república e torcem para que um dia ele possa voltar, o que aconteceu por volta da edição 11, na qual Jura ajudou Chico a provar que não era o pai do bebê de Anna. Seu nome verdadeiro é Jurandir (daí o apelido). |
| Jácomo       | Nova Esperança | Colega de Chico, como os outros teve problemas iniciais com ele, mas agora são grandes amigos. Pelo que se sabe, ele gosta de comer muito e sente falta da mãe (como visto em "Vida na República"). Seu corte de cabelo mudou em "A Primeira Semana" e fica triste quando Chico vai embora. |
| Lee          | Nova Esperança | Colega de Chico da república. Sua família é de origem coreana (ele se irrita sempre que Jura diz que são japoneses). É extremamente estudioso e exige silêncio, o que inicialmente o manteve afastado de seus colegas, mas acabou se tornando um grande amigo de todos. Com a saída de Chico da república quando o valor do aluguel aumentou, ele e os demais colegas ainda consideram Chico parte da república e torcem para que um dia ele possa voltar, o que aconteceu por volta da edição 11. |
| Francis      | Nova Esperança | Colega de turma de Chico na faculdade. Veio da França (por isso recebeu dos veteranos o apelido "Francis"), e tem uma certa dificuldade com o português, por isso começou a ter aulas de português com o Chico. É uma jovem gentil, tímida e educada. Tem uma quedinha por Chico, que tenta disfarçar (mas não consegue muito bem). Seu nome verdadeiro é Violette (em algumas edições, aparece como "Violete"). Sofreu uma decepção na edição 10, ao descobrir que Chico tinha namorada; ainda assim, ao ver Rosinha ser rude e desconfiada com Chico na edição 13, ela finalmente o pediu em namoro, mas Chico disse que a considera só uma grande amiga. Apesar de seus sentimentos, foi ela quem convenceu Rosinha a acreditar em Chico e não abandoná-lo.Na edição 37 ela perde uma parte da perna.E depois tem sua vida sem a perna retratada em uma edição(41''Diferente'') cujo ela é a protagonista.Onde anda de moletas e andador,e depois coloca uma prótese. Na edição 66 ela começa a Namorar o Chico |
| Bombeta      | Nova Esperança | Colega de turma de Chico na faculdade. É bem-humorado, atrapalhado, tem cabelo comprido e anda sempre com um boné (quando não está com o chapéu de calouro). Seu nome verdadeiro é Bonifácio (daí o apelido "Bombeta"). Ele tem mais amizade com Chico e vive discutindo com Ferrugem, que o bate dando tapas em seu cabeça (quando ele fala alguma besteira). É colega de Chico e moça de personalidade forte. |
| Zé da Rússia | Nova Esperança | Colega de turma de Chico na faculdade. Veio da Rússia, e assim como Francis, começou a ter aulas de português com o Chico. É alto e forte, mas calmo e amigável. Seu nome verdadeiro é Dimitry Zedadinov (o apelido "Zé" veio de parte de seu sobrenome).Ele tenta ajudar ao máximo Fran quando ela entra no tratamento. |
| Yo           | Nova Esperança | Colega de turma de Chico na faculdade. Usa óculos e está um pouco acima do peso. É uma garota que adora cultura pop, como cinema e música (daí o apelido "Yo"), e por várias vezes deu sugestões de estágios para o Chico. Seu nome verdadeiro é Yasmin. É muito amigável e uma das poucas que quis ajudar Chico na edição 11 ( O Filho do Chico ), ela até ofereceu para ser madrinha. |
| Ferrugem     | Nova Esperança | Colega de turma de Chico na faculdade. Tem sardas no rosto e cabelo vermelho (daí o apelido "Ferrugem"). De gênio forte e sincero, costuma discutir bastante com Bombeta e dar tapas atrás da cabeça dele, embora os dois sejam amigos. Bonita, age mais do que fala e sempre fala o que vem a cabeça. É a única colega de turma do Chico cujo nome verdadeiro ainda não foi revelado. |
| Vespa        | Nova Esperança | Colega de turma de Chico na faculdade. É o principal antagonista nas primeiras edições, tendo ciúme da popularidade que o Chico tem entre os colegas de turma, e por isso está sempre provocando-o e faz de tudo para tentar prejudicá-lo. Usa franja "emo" e cabelo preto raspado nas laterais da cabeça e tem olhos azuis. Seu nome verdadeiro é Vespasiano (daí o apelido "Vespa"), e tem o hábito de zumbir quando fica irritado (como uma vespa). Na edição 9, é sugerido que ele pode ter uma quedinha por Francis (o que justificaria ainda mais seu ciúme de Chico). Mas depois com a chegada do Genesinho e da Anna que causou muitas confusões pro Chico e pra Rosinha brigarem, parecia que o Vespa ia se aproveitar da briga dos dois, mas ao contrario, o Vespa junto com a Francis, ajudou o Chico a fazer as pazes com a Rosinha. |

### Moradores de Campos Verdes
| Personagem   | Moradia       | Informações |
| ------------ | ------------- | --- |
| Lúcia e Jeff | Campos Verdes | Primos de Rosinha. Lúcia é amigável, ajuda a prima a se adaptar à vida na cidade grande e a se vestir adequadamente (também ronca dormindo). Jeff inicialmente teve uma queda por Rosinha, até descobrir que era sua prima; passou então a protegê-la das cantadas de seus amigos Nando e Nick (os três são roqueiros), que passam o tempo todo em seu apartamento. Tanto Lúcia como Jeff estranham os modos de sua mãe, que fica mal-humorada e agressiva com a chegada de Rosinha. |
| Seu Ari      | Campos Verdes | Dono de uma floricultura em Campos Verdes. Foi o primeiro patrão de Rosinha. Sonha em casar seu filho Paulo e ter muitos netos, e por isso ficou muito feliz ao ver que seu filho se interessava por Rosinha. |
| Paulo        | Campos Verdes | Filho de Seu Ari e gerente da floricultura do pai. Acabou se apaixonando por Rosinha e, ao saber que ela era comprometida, tentou convencê-la de que o namoro à distância com Chico acabaria ficando desgastado. Após perceber a paixão de seu amigo, Rosinha pediu demissão para não machucar seus sentimentos, mas Paulo continua determinado a conquistá-la. |
| Tia Rogéria  | Campos Verdes | Tia de Rosinha. Grosseira e rabugenta, implica constantemente com ela, que morará em sua sua casa temporariamente enquanto estiver fazendo faculdade de Veterinária em Campos Verdes. Aparece na edição 4. |

### Participações especiais
| Personagem           | Informações |
| -------------------- | --- |
| Anna Rumble          | Apareceu pela primeira vez na edição 11. Foi namorada de Genésio (a quem chamava de "Gene") nos Estados Unidos, até ele ser levado de volta ao Brasil pelo pai. Anna aprendeu a falar português e usou todo seu dinheiro para viajar atrás de seu namorado, mas descobriu que ele não se importava mais com ela. Anna depois revelou estar grávida, mas quando Genésio a acusou de tentar dar o "golpe da barriga", ela disse que Chico (que a ajudou a achar onde morar na cidade) era o pai do bebê. Apesar de ninguém acreditar no Chico quando ele negou a história, ele e Jura acabaram descobrindo que Anna já estava grávida antes de chegar ao Brasil e que ela só disse o que disse para causar ciúmes no Genésio, mas os dois a convencem a contar a verdade. Ela parece realmente amar Genésio, embora Ferrugem tenha observado que, assim como o ex-namorado, Anna também tem um lado esnobe e materialista. Na edição 14, é revelado que Anna começou a trabalhar em uma lanchonete para pagar suas despesas. Também foi revelado que seu sobrenome é Rumble e que tem um irmão mais velho, Jack, que é major nas Forças Especiais dos Estados Unidos e viajou ao Brasil para conhecer o pai do filho de Anna. |
| Jack Rumble          | É o irmão de Anna, um boina-verde do exército americano, truculento, com seus 2,10 m de altura, é maior que o colega de faculdade de Chico, Zé da Rússia (Dimitry). Apareceu na edição 14 querendo conhecer Genésio por ter engravidado sua irmã, fazendo-o ficar se escondendo igual a um condenado com medo dele o fazer algum mal. |
| Seu Pereira          | Zelador do Parque Municipal de Nova Esperança. Idoso, solitário e rabugento, irrita-se com a falta de cuidados das pessoas com o parque, ao qual dedicou toda sua vida. Considerava todos os jovens como arruaceiros irresponsáveis, mas acabou fazendo amizade com Chico após observar o carinho dele pelas plantas e animais. Foi chefe do Chico por alguns dias, até despedi-lo ao saber que Chico havia sugerido a organização de um festival universitário no local. Eventualmente se desculpou ao perceber que Chico usou o evento para chamar a atenção de seus colegas para os cuidados com o parque. |
| Marcellus Cassarotto | Fundador da Universidade Federal de Agronomia (UFA), em 1850. Uma lenda urbana entre os alunos diz que ele ainda ronda pelo campus como um fantasma. Chico descobriu que a lenda era verdadeira, mas Cassarotto não é um fantasma maligno, apenas se afeiçoou tanto à faculdade que continua nela como um protetor. Também fez amizade com Chico, e em certa ocasião o ajudou a conseguir uma vaga em república. Seu nome é uma homenagem do roteirista Flávio Teixeira a Marcelo Cassaro, que trabalhou no layout de roteiro em algumas edições. |
| Valentina Rossetoni  | Apareceu apenas na edição 15. Conhecida como a "Assombração do Laboratório". Em uma época quando as mulheres eram desestimuladas a estudar, ela se destacou como uma aluna brilhante! Muitas vezes superava os colegas de classe, obtendo notas muito mais altas. Infelizmente, ela nunca se formou pois pegou tuberculose, doença qual não tinha cura na época. Mesmo assim, sua trajetória como mulher pioneira na faculdade de agronomia nunca foi esquecida! Ela morreu no seu último semestre na UFA. Ela foi enterrada com seu vestido de formatura, e tudo que queria era ter ganhado seu diploma e mostrar que era digna de estar ali quanto qualquer um de seus colegas,por isso assombrava o laboratório e só atacava homens, porque queria dançar em seu baile de formatura. Depois que Chico dançou com ela, sua alma foi liberada, e ela não assombrou mais o laboratório. |
| Pyong Lee            | Aparece na edição 39, e ajuda Chico a fugir da polícia, após ele ser acusado de roubo e tentativa de assassinato. É primo de Lee e começa a fazer vídeos para seu canal, onde fala de hipnose e mágica. |

## Edições
Lançada nas bancas sempre no último fim de semana de cada mês, as edições costumam trazer tramas completas em 100 páginas, com raras concessões a arcos de duas edições, as chamadas "saga". Seguindo as convenções do "Estilo Mangá" alardeado em suas primeiras edições, as histórias costumam ser publicadas em preto-e-branco, em encadernações brochura de 16 x 21 cm. Cada edição ainda acompanha um editorial assinado por Mauricio de Sousa, chamado "Um dedo de Prosa", que costuma refletir sobe temas abordados na trama do mês ou mesmo trazer novidades sobre a publicação. A revista adotou o rodízio de roteiristas, no qual os quatro autores Flávio Teixeira, Petra, Cassaro e Wagner Bonilla, desenvolvem arcos paralelos de histórias que se influenciam de forma periférica, cada qual seguindo seu próprio estilo. As histórias de Cassaro usam de referências de  Ficção científica para complementar histórias que dialogam com o cotidiano da turma. As histórias de Wagner trazem Aventura e Suspense, tanto através de histórias fechadas quanto por pequenos arcos. Já as tramas de Petra se desenvolvem na faculdade de Chico e também os conflitos amorosos entre os personagens centrais. Flávio, por sua vez, faz histórias de Aventura e Cotidiano, mas esteve por trás de arcos especiais como "Mundos em Conflito" que é um crossover com a Turma da Mônica Jovem.

## Roteiristas

### Edições Individuais
| Roteirista               | Edições |
| Flávio Teixeira de Jesus | Uma Nova Jornada (0), Um Novo Começo (1), O Dia da Rosinha (4), A Primeira Semana (5), Mudanças (6), Bicos & Altas Confusões (7), Mistério Na Roça (8), Mundos Em Conflito (12), O Manto Misterioso (18), Muito Além do Anzol (19), Em Nome da Honra (28), O Casamento do Chico (29), Reino das Formigas (30), Coração de Sertanejo (34), Chico & O Lobisomem (36), Chico & O Adversário Misterioso (39), A Caverna dos Tempos (42) & O Dia da Bergamota (50)              |
| Petra Leão               | Vida Na República (2), Festa No Parque (3), O Filho do Chico (11), A Briga da Rosinha Com O Chico (13), Ajuste de Contas (14), A Assombração do Laboratório (15), Balada À Fantasia (16), A Onça & O Ouriço (32), O Ataque das Plantas Mutantes (37), Diferente (41), Guardião da Floresta (53), O Mestre dos Desejos (54), Agronomíadas (55), O Adeus (61), Rosinha Na África (62), Aniversário Apavorante (63), Sintonia do Amor (66) & Sabotagem Na Vila Abobrinha (67) |
| Marcelo Cassaro          | O Desaparecimento das Abelhas (17), Um Caipira Na Corte do Rei Arthur (20), O Último Dia da Rosinha (21), Câmera Na Mão (24), O Irmão do Chico (27), Dia de Praia (31), A Onça & O Ouriço (32), No Deserto de Gelo (33), Social Game (35), Pela Primeira Vez (40), O Ataque dos Drones (49), Terra Dois (52) & Tudo A Perder (58), Rumo Ao Japão (65), Zé Lelé: Gênio (68), Raízes (70), Torneio de Robôs (71), Você Escolhe! (72) & Competição Na Neve (73)               |
| Wagner Bonilla           | Bravura Indomável (22) & A Árvore da Vida (23) |
| Lancast Mota             | O Ninho da Víbora (38) |
| Edson Luís Itaborahy     | O Fim do Genesinho? (43), A Serpente de Fogo (45), Criaturas da Floresta (46), A Viajante do Tempo (47), Jogo de Desafio (48), Um Futuro Assustador (51), O Segredo (56), A Profecia (57), A Lenda do Expresso Abobrinha (59) & O Milionário Zé Lelé (60) |
| Gerson Luiz Teixeira     | Premonições (44) |
| Felipe Marcantonio       | Marialix No País da Roça (64) & O Salto da Superação (69) |

### Arcos (minissagas)
| Roteirista      | Edições                                                     |
| Petra Leão      | Perdidos No Pantanal (9 & 10)                               |
| Wagner Bonilla  | Zona de Contágio (25 & 26)                                  |
| Marcelo Cassaro | Vila dos Pesadelos (74) & Retorno À Vila dos Pesadelos (75) |

## Vendas
A primeira edição, publicada em setembro de 2013 teve uma tiragem inicial de 150 mil exemplares e esgotou-se não muito tempo após o lançamento, sendo necessária uma tiragem adicional de 50 mil exemplares.